# Ingemar Stenmark
Jan Ingemar Stenmark (født 18. marts 1956 i Joesjö) er en tidligere svensk skiløber, der i sin storhedstid i 1970'erne og 1980'erne blev regnet blandt verdens absolut bedste indenfor de alpine discipliner. Gennem sin karriere nåede Stenmark at vinde to OL- og tre VM-guldmedaljer. Med ikke mindre end 86 individuelle World Cup-sejre var han desuden den mest vindende alpine atlet i World Cup-sammenhæng frem til 2023.

## Resultater
Stenmark var ekspert indenfor slalom og storslalom, og hans mange medaljer blev også vundet i disse discipliner, lige som han otte gange vandt World Cup'en i hver af disse discipliner. Desuden vandt han tre VM-guldmedaljer i løbet af 1970'erne og 1980'erne. I en periode på 15 år, mellem 1974 og 1989 vandt Stenmark sine 86 World Cup sejre, der var verdensrekord i de alpine discipliner indtil 2023 hvor rekorden blev slået af Mikaela Shiffrin.
Han var den første til at modtage Jerringprisen (i 1979) og modtog den desuden også året efter.

### Olympiske lege
Stenmark deltog første gang i de olympiske vinterlege i 1976, hvor han var en af favoritterne i slalom, men havde et halvdårligt første gennemløb, hvor han blev nummer ni, og i andet gennemløb måtte han udgå. I storslalom gik det bedre; igen var første gennemløb skuffende for ham med en ottendeplads, men hans andet gennemløb var bedst af alle, hvilket betød, at han endte på en bronzeplads.
Ved vinter-OL 1980 i Lake Placid triumferede Stenmark i begge discipliner. Første gennemløb i storslalom gav ganske vist blot en tredjeplads, men i andet gennemløb var han helt suveræn og vandt sin første OL-guldmedalje. Få dage senere gentog billedet sig i slalom, hvor han blev fjerdebedst i første gennemløb, men vandt igen andet gennemløb og guldmedaljen.
Stenmark deltog ikke i vinter-OL 1984, fordi han på det tidspunkt blev regnet for professionel. Ved vinter-OL 1988 var hans karriere ved at falme, og han vandt ingen medaljer. I storslalom måtte han nøjes med en 30. plads i første gennemløb og udgik i andet. I slalom gik det bedre, idet han efter en 11. plads i første gennemløb vandt det andet, hvilket gav en samlet femteplads.